# Человек-вуду
Другие фильмы с таким же или похожим названием: Женщина-вуду.
«Человек-вуду» (англ. Voodoo Man) — американский фильм ужасов Уильяма Бодайна.

## Сюжет
Ричард Марлоу с помощью обряда вуду и гипнотическое внушение, пытается оживить свою прекрасную, но давно умершую жену.

## В ролях
- Бела Лугоши — доктор Ричард Марлоу
- Джон Кэррадайн — Тоби
- Луиза Карри — Стелла Сондерс